# Serra Caiada

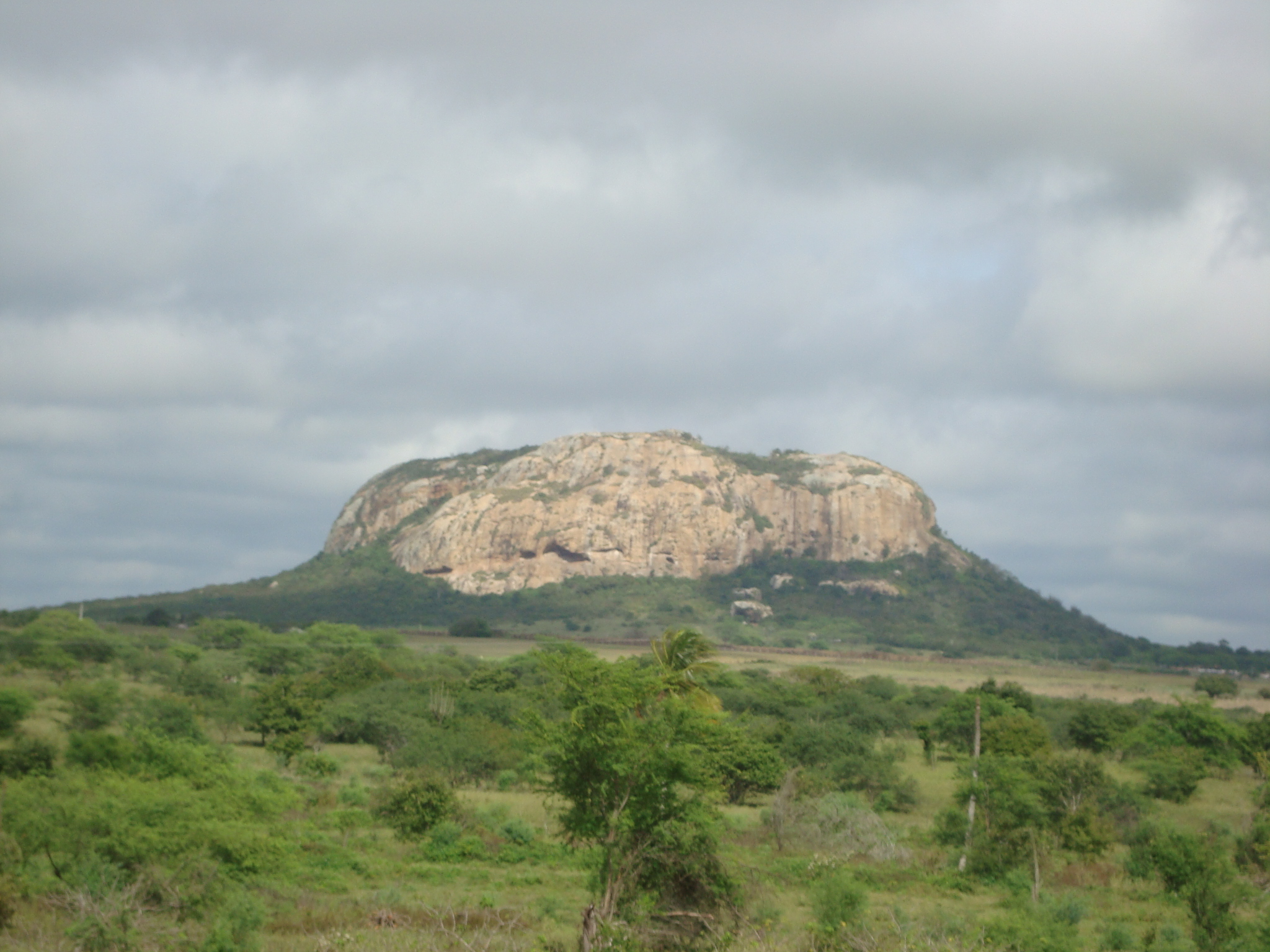
Serra Caiada RN

Serra Caiada, antes Presidente Juscelino, é um município brasileiro do estado do Rio Grande do Norte.

## Plebiscito
Em 7 de outubro de 2012 foi realizado um plebiscito junto ao primeiro turno das eleições municipais para decidir se a população era a favor da mudança do nome da cidade de Presidente Juscelino para Serra Caiada. Com 98,53% do votos válidos os eleitores optaram pela mudança.